# Pański Kierz

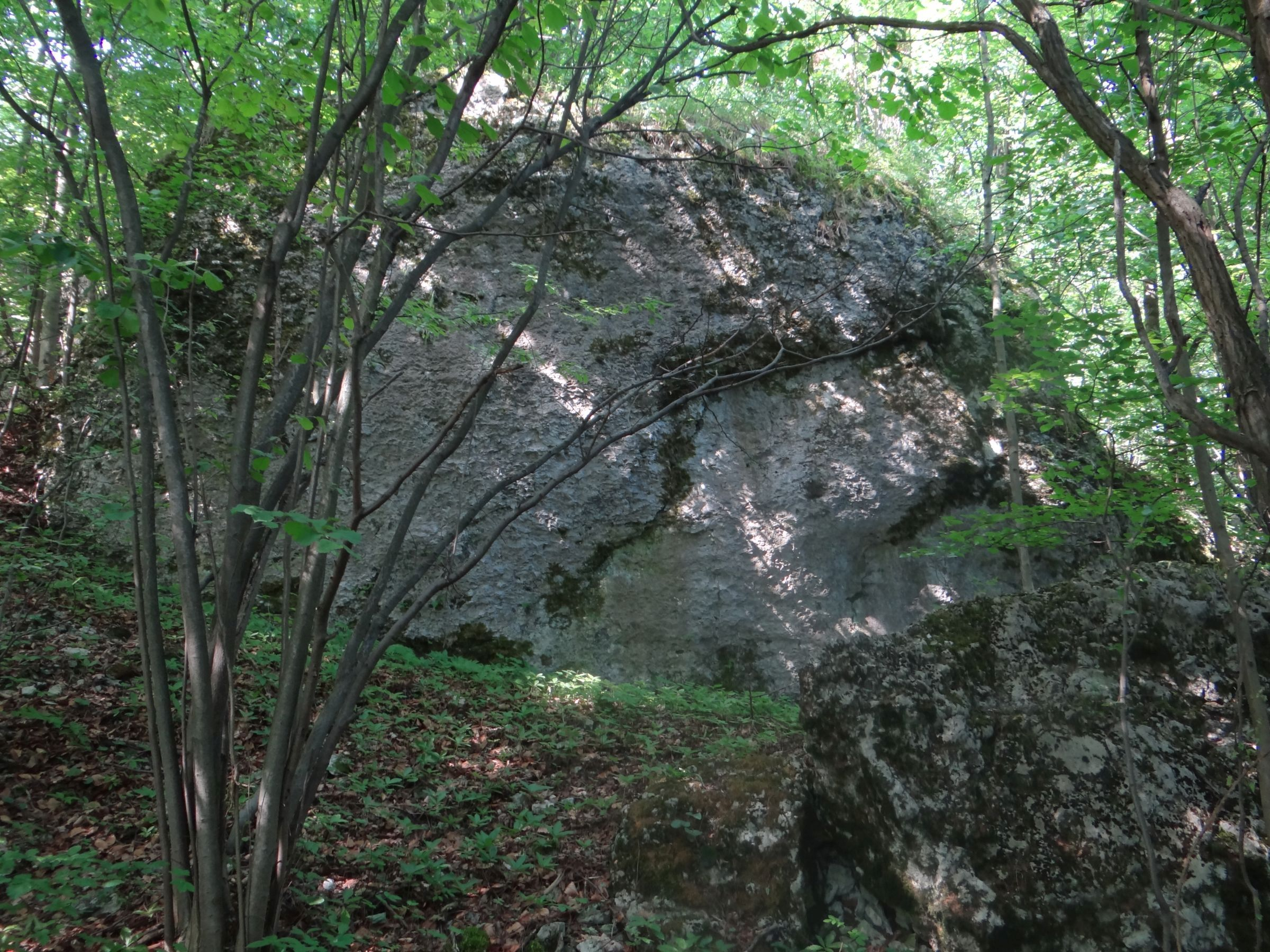
Jedna ze skał na wzgórzu

Pański Kierz – wzgórze w miejscowości Ryczów w województwie śląskim, w powiecie zawierciańskim, w gminie Ogrodzieniec. Wznosi się na wysokość 466 m n.p.m. po południowej stronie drogi z Żelazka do Ryczowa, naprzeciwko wzgórz Wielki Grochowiec i Łysa Pałka. Wysokość względna wzgórza nad tą drogą wynosi około 20 m.
Pod względem geograficznym wzgórze znajduje się w mikroregionie Wyżyna Ryczowska w obrębie Wyżyny Częstochowskiej. Jest to rejon obfitujący w skaliste, wapienne wzgórza i ostańce. Należą do tzw. Ryczowskiego Mikroregionu Skałkowego. Pański Kierz tworzy skalisty grzebień, skałki wapienne występują także na jego zboczach. Jest jednak całkowicie zarośnięty przez drzewa i krzewy. Znajduje się na terenie prywatnym i nie prowadzi przez niego żaden szlak turystyczny.